# Zwartstuitlori
De zwartstuitlori (Charmosynopsis pulchella synoniem: Charmosyna pulchella) is een vogel uit de familie Psittaculidae (papegaaien van de Oude Wereld).

## Verspreiding en leefgebied
Deze soort is endemisch in Nieuw-Guinea en telt 2 ondersoorten:
- C. p. pulchella: Vogelkop en de centrale cordillera (Nieuw-Guinea).
- C. p. rothschildi: Foja- en Cyclopsgebergte (het noordelijke deel van Centraal-Nieuw-Guinea).